# Himmelspagode

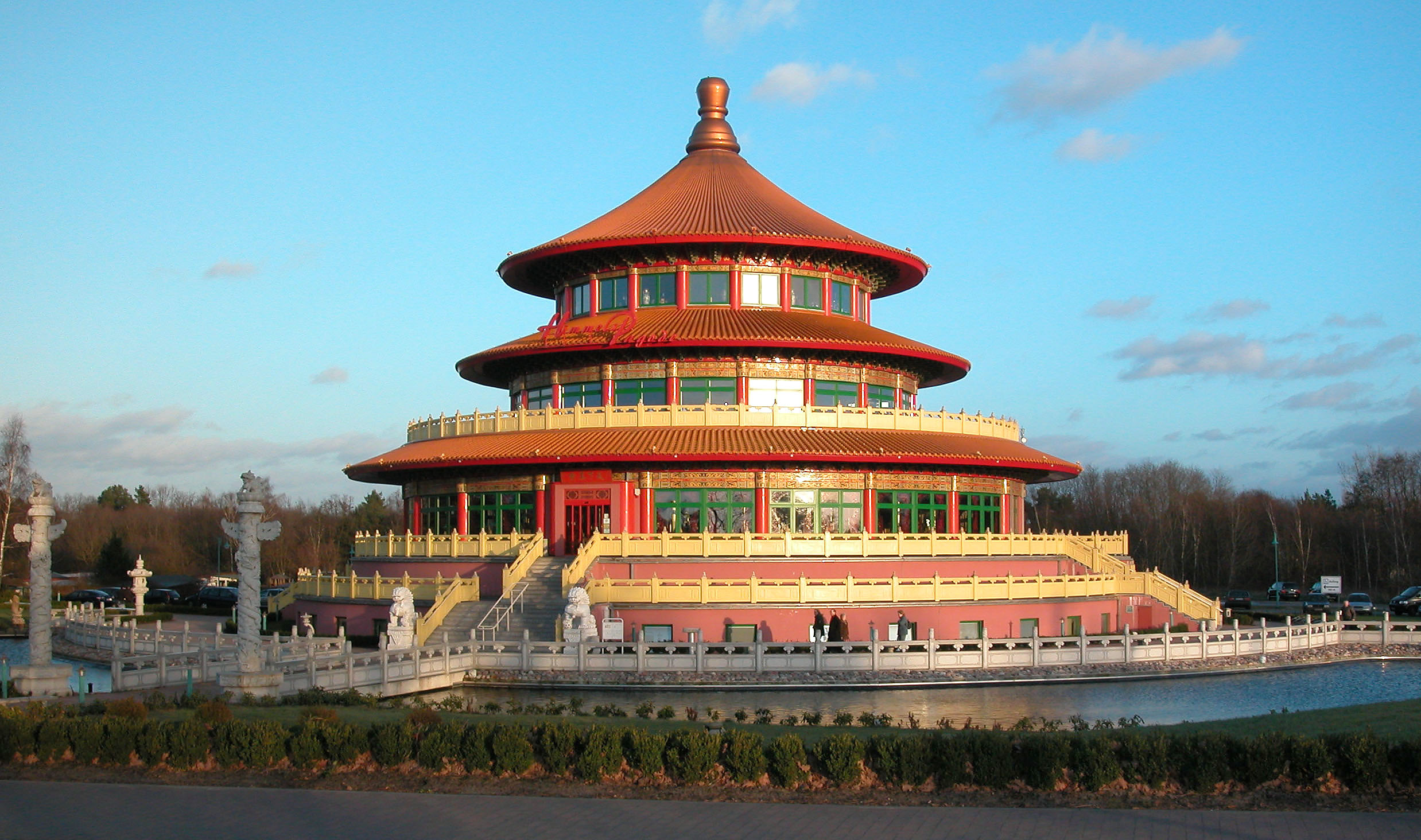
Himmelspagode in Hohen Neuendorf (2007)

Die Himmelspagode ist ein Gebäude in der brandenburgischen Stadt Hohen Neuendorf bei Berlin, das im Stil einer runden chinesischen Pagode erbaut wurde. Der 2002 fertiggestellte Bau ist als Projekt des chinesischen Bauherrn Wengui Ye und des in Hohen Neuendorf wohnhaften Architekten Christian Rehbock verwirklicht worden. Im Inneren befindet sich ein chinesisches Restaurant, das das größte Restaurant Hohen Neuendorfs ist.

## Geschichte
Im Mai 2001 wurde mit den ersten Baumaßnahmen begonnen, am 27. Juni wurde der Grundstein gelegt, am 25. Januar 2002 erfolgte das Richtfest. Höhepunkt war hier eine kurze Einlage von Artisten des Chinesischen Staatszirkus. Der dem Himmelstempel in Peking nachempfundene Bau kostete etwa 6,5 Millionen Euro. Insgesamt wurden 72 Container mit Teilen von Steinfiguren, -säulen und Möbeln aus China importiert. 
Anfang August 2022 wurde in einer Pressekonferenz darüber informiert, dass das Grundstück an eine Immobilienfirma verkauft wurde und geplant ist, die Himmelspagode abzureißen. Bis 2025 sollen an der Stelle Wohngebäude mit 245 Wohnungen entstehen. Nach der Insolvenz des Investors „Project Immobilien“ bleibt die Himmelspagode vorerst, ein Verkauf des Grundstücks ist allerdings weiterhin geplant, bisher findet sich aber kein Käufer.

## Beschreibung
Viele Elemente der Himmelspagode sind in den bevorzugten Farben der chinesischen Kaiser gehalten. So wurde das Dach der Pagode mit goldfarbenen Ziegeln gedeckt, einer Farbe, die ausschließlich der Kaiser verwenden durfte. Die Türen und Fenster sind in der chinesischen Glücksfarbe Grün gehalten. Die weißen Geländer mit Löwenfiguren sollten ursprünglich vom reinen Gewissen des Kaisers seinem Volk gegenüber zeugen und seine Offenheit widerspiegeln. Die roten Säulen verheißen nach chinesischer Tradition Glück für die Bewohner. Vor dem Eingangsportal befinden sich zwei Löwen, die in China Glück und Wohlstand symbolisieren. Im Gastraum befindet sich eine in Gold gehaltene Buddha-Figur.